# Альберт Шиклош
Альберт Шиклош (угор. Siklós Albert, справжнє прізвище Шенвальд, нім. Schönwald; 26 червня 1878, Будапешт — 3 квітня 1942, там же) — угорський композитор і музичний педагог єврейського походження.

## Біографія
З семи років займався на фортепіано, у 13-річному віці взявся за віолончель. З 1895 почав викладати в музичному училищі, в 1896 закінчив першу симфонію і концерт для віолончелі з оркестром. Композицію вивчав у Будапештській музичній академії у Ганса фон Кеслера. У 1905—1919 роках викладав у музичному училищі Ерне Фодора, з 1910 року в музичній академії, з 1918 року керував там одним із двох класів композиції. Серед його учнів, зокрема Георг Шолті, Ференц Фаркаш, Лайош Бардош, Іван Патачич, Ендре Серванські, Реже Шугар та ін.
Композиторська спадщина Шиклоша включає оперу «Місячний дім» (угор. A hónapok háza, постановка 1927), балет «Дзеркало» (угор. A tükör, постановка 1923 р.), 2 симфонії (1896, 1901), увертюри. Рання творчість Шиклоша лежить у руслі брамсовской романтичної традиції, пізніше виявляє еволюцію під впливом Ріхарда Штрауса з одного боку і Клода Дебюссі з іншого.
У 1923 році він підготував та опублікував «Музичний словник».